# Нуріден Рахіма Шарипівна
Рахіма Шарипівна Нуріден (24 лютого 1955, с. Байконур, Улитауський район Карагандинської області) — казахська журналістка, кандидат наук журналістики, доцент, професор.

## Життєпис
З 1973 по 1976 рік навчалась на факультеті журналістики Казахського національного університету імені Аль-Фарабі (до 1991 імені С. М. Кірова).
Навчалась на факультеті журналістики Московського державного університету імені М. В. Ломоносова та закінчила його у 1979 році.
У 1979—1992 роках працювала перекладачем, редактором, головним редактором «Останні звички» на Казахському радіомовленні.
З 1992 року — доцент кафедри журналістики Казахського національного університету ім. Аль-Фарабі.
У 1997 році на запрошення Карагандинського державного університету імені Є. Букетова працювала завідувачкою кафедри журналістики.
У 1996 році захистила дисертацію зі спеціальності 10-01-10- «Журналістика» на тему «Зарубіжні радіопередачі казахською мовою».
Доцент, завідувачка кафедри, доцент кафедри міжнародної журналістики на кафедрі радіожурналістики факультету журналістики Казахського національного університету імені Аль-Фарабі.
З 2003 по 2010 рік працювала доцентом, завідувачкою кафедри журналістики Євразійського національного університету імені Л. М. Гумільова. Завідувачка відділу Міжнародного центру культур і релігій в Астані.
У 2011 році Нуріден працювала у редакції казахського мовлення на запрошення Міжнародної служби мовлення Ісламської Республіки Іран.
Зараз вона є професором кафедри телебачення і радіо, факультету журналістики та політології Євразійського національного університету імені Л. Н. Гумільова.

## Праці
«Казахське радіо за кордоном»
Монографія «Казахська духовна журналістика»
Арабська журналістика
Сучасна зарубіжна журналістика
Підручник «Міжнародна радіожурналістика»
Навчально-методичний комплекс «Радіожурналістика»
Колекція «Дружба Казахстану та Єгипту»
Автор численних наукових праць.
Р. Ш. Нуріден Конфесійна політика Казахстану //Мировоззрение населения Южной Сибири и Центральной Азии в исторической ретроспективе: зборник научниых трудов / під. ред. П. К. Дашковський. — Вип. III — Барнаул: Азбука, 2009. — Б. 296—301. — ISBN 978-5-93957-363-4.

## Сім'я
Діти: Дженара закінчила факультет міжнародної економіки та працювала у міністерстві. Її чоловік Азілхан — китайський фахівець. У них троє дітей.
ЇЇ старший син, Чингіс Турколог, працює вчителем.
Келін Арна закінчила магістратуру туризму в Туреччині.
Молодший син, Улугбек, є спеціалістом з інформаційних систем «Altyn belgi», зараз навчається в докторантурі у цій сфері.
Діти знають кілька мов. Вони мають сучасні знання та роботу.